# Сонгнам
Сонгнам (кореј. 성남시) десети је по величини град у Јужној Кореји. Налази се у провинцији Кјонги.

## Историја
Град је званично основан 1. јула 1973. године за време председника Парк Чунг Хија. Још током 1980-их је постао један од најнасељенијих градова Јужне Кореје као последица брзог развоја и индустријализације.

## Географија
Сонгнам се налази у централном делу провинције Кјонги. Престоница Сеул се налази на 26 км од града. Кроз град протиче река Танчон.

## Партнерски градови
- Шенјанг
- Пирасикаба
- Орора